# Tigran Gharamian
Tigran Gharamian (Yerevan, 24 de juliol de 1984), és un jugador d'escacs armeni, que té el títol de Gran Mestre des de 2009. Emigrat a França el 2002, n'obtingué la nacionalitat el 2014, i juga actualment representant França.
A la llista d'Elo de la FIDE del novembre de 2015, hi tenia un Elo de 2654 punts, cosa que en feia el jugador número 5 (en actiu) de França. El seu màxim Elo va ser de 2676 punts, a la llista de setembre de 2011 (posició 68 al rànquing mundial).

## Resultats destacats en competició
Gharamian va jugar representant Armènia a les olimpíades d'escacs infantils els anys 1999 i 2000.
Fou primer a Fourmies el 2007 i al torneig de Charleroi del mateix any, per davant de Vladimir Georgiev. El 2010 empatà als llocs 1r–3r amb Vadim Malakhatko i Deep Sengupta al 24è Obert Pierre & Vacances.
El 2011 va guanyar l'Obert de Vandœuvre-lès-Nancy per sobre de Vadim Malakhatko, i va empatar als llocs 2n–4t amb Oleksandr Kovtxan, Boris Grachev i Ante Brkic al torneig Open Master a Biel/Bienne. El 2012 empatà als llocs 1r-5è amb Pendyala Harikrishna, Parimarjan Negi, Tornike Sanikidze i Martyn Kravtsiv a l'Obert d'escacs de Cappelle-la-Grande.
L'agost de 2015 fou subcampió de França, amb 7½ punts de 9, els mateixos que Christian Bauer però amb pitjor desempat.
L'abril de 2017 fou tercer al 44è Obert Internacional de La Roda, Albacete; el campió fou José Angel Guerra Méndez.